# Список участников первой русской антарктической экспедиции

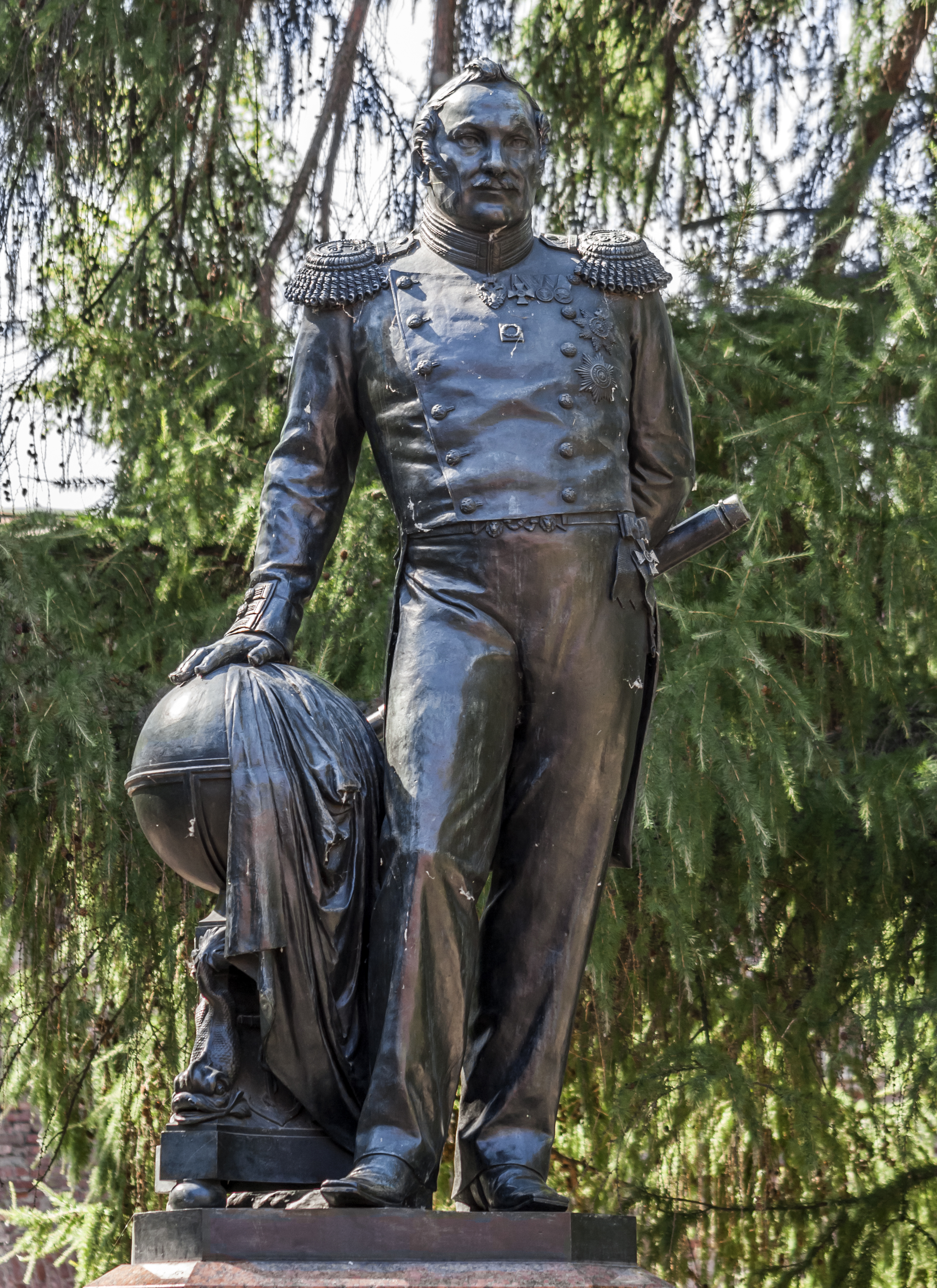
Памятник Беллинсгаузену в Кронштадте

Первая русская антарктическая экспедиция 1819—1821 годов под руководством Фаддея Беллинсгаузена и Михаила Лазарева в воды Южного океана имела целью доказать или опровергнуть предположение о существовании шестого материка — Антарктиды. Численность экипажа составила 190 человек — 117 офицеров и матросов на шлюпе «Восток» и 72 — на шлюпе «Мирный». Из-за чрезвычайной поспешности снаряжения (императорский указ вышел 25 марта, отплытие произошло 4 июля 1819 года), не удалось собрать научного отряда и практически все научные наблюдения, как в области географии, так и этнографии и естествознания, осуществляли офицеры и единственный учёный на борту — экстраординарный профессор Казанского университета Иван Симонов. Для фиксации событий, ландшафтов открытых островов и биологических видов был взят художник Павел Михайлов — будущий академик живописи.
В ходе плавания было потеряно три матроса; вскоре после окончания экспедиции от психического расстройства, полученного в ходе плавания, скончался лейтенант «Востока» Игнатьев.

## Список личного состава
Список приводится по данным Центрального государственного военно-морского архива, опубликованным в издании отчёта экспедиции 1949 года.

### Шлюп «Восток»
- Начальник экспедиции и шлюпа «Восток» капитан 2-го ранга Фаддей Беллинсгаузен
- Капитан-лейтенант Иван Завадовский
- Лейтенанты: Иван Игнатьев, Константин Торсон, Аркадий Лесков
- Мичман Дмитрий Демидов
- Астроном профессор Иван Симонов
- Художник Павел Михайлов
- Штаб-лекарь Яков Берх
- Штурман Яков Порядин
- Клерк офицерского чина Иван Резанов
- Гардемарин Роман Адамс
- Иеромонах Дионисий [фамилия не установлена][1]
- Унтер-офицеры: подштурмана Андрей Шеркунов и Петр Крюков, шхиперский помощник Федор Васильев, фельдшер 1 класса Иван Степанов.
- Квартирмейстеры: Сандаш Анеев, Алексей Алдыгин, Мартын Степанов, Алексей Степанов, флейщик Григорий Дианов, барабанщик Леонтий Чуркин.
- Матросы 1 статьи: рулевой Семен Трофимов; марсовые Губей Абдулов, Степан Сазанов, Петр Максимов, Кондратий Петров, Олав Рангопль, Пауль Якобсон, Леон Дубовский, Семен Гуляев, Григорий Ананьин, Григорий Елсуков, Степан Филиппов, Сидор Лукин, Матвей Хандуков, Кондратий Борисов, Еремей Андреев, Данила Корнев, Сидор Васильев, Данила Лемантов, Федор Ефимов, Христиан Ленбекин, Ефим Гладкий, Мартын Любин, Гаврила Галкин, Юсуп Юсупов, Габит Немясов, Прокофий Касаткин, Иван Кривов, Матвей Лезов, Мафусаил Май-Избай, Никифор Аглоблин, Никита Алунин, Егор Киселев, Иван Салтыков, Иван Шолохов, Демид Антонов, Абросим Скукка, Федор Кудряхин, Иван Яренгин, Захар Попов, Филимон Быков, Василий Кузнецов, Алексей Коневалов, Семен Гурьянов, Иван Паклин, Иван Гребенников, Яков Бизанов, Михаил Точилов, Матвей Попов, Елизар Максимов, Петр Иванов, Григорий Васильев, Михаил Тахашиков, Петр Палицин, Денис Южаков, Василий Соболев, Семен Хмельников, Матвей Рожин, Севастьян Чигасов, Данила Степанов, Варфоломей Копылов, Спиридон Ефремов, Терентий Иванов, Ларион Нечаев, Федот Разгуляев, Василий Андреев, Кирилл Сапожников, Александр Барешков, Алексей Шиловский, Афанасий Кириллов.
- Различные мастеровые: слесарь Матвей Губин, тиммерман (старший плотник) Василий Краснопевов, кузнец Петр Курлыгин, плотник Петр Матвеев, конопатчик Родион Аверкиев, парусник Данила Мигалкин, купор (упаковщик) Гаврила Данилов.
- Канониры: артиллерии унтер-офицеры Илья Петухов и Иван Корнильев, бомбардир Леонтий Маркелов, канониры 1 статьи Захар Красницын, Ян Яцылевич, Якуб Белевич, Егор Васильев, Василий Капкин, Феклист Алексеев, Семен Гусаров, Степан Яцыновский, Никита Лебедев, Глеб Плысов и Иван Барабанов.

### Шлюп «Мирный»
- Лейтенанты: командир шлюпа Михаил Лазарев, Николай Обернибесов, Михаил Анненков
- Мичманы: Иван Куприянов, Павел Новосильский
- Штурман офицерского чина: Николай Ильин
- Медико-хирург: Николай Галкин
- Боцманы и унтер-офицеры: боцман Иван Лосяков, баталер сержантского ранга Андрей Давыдов, фельдшер 1 класса Василий Пономарев, шхиперский помощник Василий Трифанов, штурманский помощник Яков Харлав.
- Квартирмейстеры: Василий Алексеев, Назар Рахматулов, барабанщик Иван Новинский.
- Матросы 1 статьи: Абашир Якшин, Платон Семенов, Арсентий Филиппов, Спиридон Родионов, Назар Аталинов, Егор Берников, Габидулла Мамлинеев, Григорий Тюков, Павел Мохов, Петр Ершев, Федор Павлов, Иван Кириллов, Матвей Мурзин, Симон Таус, Иван Антонов, Демид Улышев, Василий Сидоров, Батарша Бадеев, Лаврентий Чупранов, Егор Барсуков, Яков Кириллов, Осип Колтаков, Маркел Естигнеев, Адам Кух, Николай Волков, Григорий Петунин, Иван Леонтьев, Анисим Гаврилов, Ларион Филиппов, Томас Бунганин, Данила Анохин, Федор Бартюков, Иван Козьминский, Фрол Шавырин, Архип Палмин, Захар Иванов, Василий Курчавый, Филипп Пашков, Федор Истомин, Демид Чирков, Дмитрий Горев, Илья Зашанов, Иван Козырев, Василий Семенов.
- Различные мастеровые: слесарь Василий Герасимов, плотники Федор Петров и Петр Федоров, конопатчик Андрей Ермолаев, парусник Александр Темников, купор (упаковщик) Потап Сорокин.
- Канониры: артиллерии старший унтер-офицер Дмитрий Степанов; канониры 1 статьи Петр Афанасьев, Михаил Резвый, Василий Степанов, Василий Куклин, Ефим Воробьев, Иван Сарапов.

## Потери
- Матрос первой статьи шлюпа «Мирный» Фёдор Истомин скончался 21 февраля 1820 года, и стал первым человеком, умершим и похороненным в Антарктике. По официальной версии, скончался от брюшного тифа; штаб-лекарь Галкин при этом не допустил распространения болезни далее[2].
- Матрос первой статьи Матвей Губин, слесарь на «Востоке». Сорвался с мачты в мае 1820 года, однако в разных местах своего отчёта Беллинсгаузен писал, что он скончался через 3 или 9 дней после своего падения. По версии, опубликованной в официальном описании путешествия 1831 года, Беллинсгаузен утверждал, что 14 мая 1820 года Губин подтягивал блоки на грот-мачте, и сорвался с высоты около 14 метров, и упал на бейфут, получив сильное кровотечение, от которого и скончался 23 мая[3].
- Матрос первой статьи шлюпа «Восток» Филимон Быков сорвался в море с бушприта 11 сентября 1820 года в день тезоименитства императора. Для его спасения была спущена шлюпка под командой лейтенанта Анненкова, однако зыбь была слишком сильна и обнаружить Быкова не удалось. В отчёте военного министра де Траверсе было указано, что в тот день был шторм[4].

После возвращения в Россию, в январе 1822 года скончался лейтенант «Востока» Иван Фёдорович Игнатьев. Причиной его кончины стало психическое расстройство, начавшееся по свидетельству М. Лазарева, ещё во время экспедиции. Ранее, 9 октября 1821 года, не выдержав тягот пути, скончался судовой священник иеромонах Александро-Невской лавры Дионисий.